# Мерке
Мерке (каз. Меркі) — село, административный центр Меркенского района Жамбылской области Казахстана, также административный центр Меркенского сельского округа. Код КАТО — 315430100.

## История
Впервые о Мерке упоминали в своих сочинениях арабские географы: «Мирки — город средней величины, укреплённый, имеет цитадель», название своё он получил от «мирки» — «центр» на фарси. В исторических документах также упоминаются земли Мирки, где жили племена карлуков. В специальном писании для государственных и финансовых руководителей, которое было написано в 945 году нашей эры и, которая находится в Багдаде во дворце Бувейхид, говорится: «От города Шаша до Гозгерда расстояние 7 фарсахов… от Тараза справа — горы, слева — теплые пески, где зимовье скота карлуков. За теми песками пустыня из песков и гальки, а в ней шакалы, она тянется до границы кимаков. В горах много плодов, клевера и горного лука. Всего от Тараза до Кулана по пустыне, также называющейся Кулан, 14 фарсахов. От Кулана до богатого селения Мирки — 4 фарсаха, от Мирки до Ас-пары по пустыне такой же, как Кулан — тоже 4 фарсаха. От Суяба до Верхнего Барсахана на границе с Кашгарией 15 дней пути ходом караванов по пастбищам и водоёмам, а для почты тюрков путь трёх дней».
О том, что древние жители Мирки занимались земледелием говорит и тот факт, что 9 мая 1987 года в районе Комсомольского озера на глубине 6 метров, в грунте глубиной более метра были найдены зерна. В Мерке изготовляли изделия из металла, производили стекло, было развито слесарное и ювелирное мастерство. Например, в крепости Мирки обнаружены светильник и обломки посуды.
Совхозы
В советское время в селе действовали овцеводческий совхоз «Меркенский» и свёкловодческий совхоз «Меркенский» (позднее — Меркенский сахарный комбинат).
В овцеводческом совхозе трудились Герои Социалистического Труда директор Фёдор Яковлевич Кириенко, управляющий фермой Оналбай Кельдыубаев, труженики фермы Нурульда Нельдыбаев и Садвокас Рыспаев.
Свёкловодческий совхоз возглавлял до 1954 года Герой Социалистического Труда Павел Самойлович Холодов. В этом же совхозе трудились Герои Социалистического Труда старший агроном Марк Кириллович Шандренко (с 1962 года — директор Меркенского сахарного комбината), управляющие совхозными отделениями Аманжол Тургумбаевич Тургумбаев, Пётр Григорьевич Шах, старший механик Василий Кириллович Негода, передовые свёкловоды совхоза бригадиры Зара Абдулвагабовна Гаджиева, Пётр Иванович Зотов, Антонина Самуиловна Нобель, Ихлас Кардашевич Токаев, звеньевые Тажудин Ильясович Аджиев, Гаджимагомед Казиевич Камбулатов, Шухаин Исмаилович Келеметов, Нузула Хачьяевна Курджиева, Анастасия Филипповна Николаева, Хапиз Исаевич Чупанов и Гульминиса Халиулевна Шеримбаева.

## Население
В 1999 году население села составляло 12 882 человека (6157 мужчин и 6725 женщин). По данным переписи 2009 года, в селе проживало 13 467 человек (6564 мужчины и 6903 женщины).
На начало 2019 года, население села составило 11 791 человек (6127 мужчин и 5664 женщины).

## Известные уроженцы
- Максут Жылысбаев — казахский советский общественный и партийный деятель (1894—1938)
- Нанаев, Кемелбек Касымкулович (1945—2013) — киргизский государственный деятель, дипломат.
- Эдуард Касымович Азнабаев (1936—1995) — советский и казахстанский геолог, доктор геолого-минералогических наук (1992), член-корреспондент АН Казахстана (1995).
- Толенды Гарифович Мустафин (1942—1994) — крупный ученый-математик в области математической логики, доктор физико-математических наук, профессор, директор Института прикладной математики Национальной академии наук и Министерства образования Республики Казахстан.